# Атвинта
Атвинта — digital-агентство, основной деятельностью которого является разработка веб-продуктов. Пул работ включает аналитику, проектирование, дизайн, разработку, продвижение, техподдержку и дальнейшее развитие реализованного проекта. Компания создает сайты, мобильные приложения, сервисы, образовательные платформы и внутреннее корпоративное ПО для организаций. Среди клиентов Атвинты средний и крупный бизнес, государственный сектор и зарубежные компании. География проектов включает следующие страны: Россия, США, Германия, Италия, Испания, а также страны СНГ.
Агентство входит в 50 лучших веб-студий России по версии аналитического агентства Tagline и агентского рейтинга «Рейтинг Рунета».

## История
Агентство основано в 2011 году. Компания входит в Реестр аккредитованных ИТ-компаний. Генеральный директор – Илья Анатольевич Горбаров. На 1 марта 2023 года в штате агентства находится 72 специалиста. Офисы компании расположены в Москве и Кемерове. По итогам 2022 года выручка компании составила 102,5 млн рублей.

## Профиль деятельности компании
- Веб-разработка;
- Мобильная разработка;
- Продуктовая разработка;
- Разработка программного обеспечения;
- Разработка игр;
- Веб-аналитика;
- Проектирование интерфейсов;
- Дизайн;[12]
- Продвижение бизнеса в сети;[13]
- Техническая поддержка;
- Развитие проектов.

## Работы
С 2011 года компания реализовала  более 400 проектов для различных отраслей: онлайн-образование, медицина, госсектор, наука, девелопмент, телеком, ритейл и многие другие.
Среди клиентов агентства: KIA, Аналитический центр при Правительстве Российской Федерации, DNS, онлайн-школа SMITUP, RentMotors, РН Банк, производственно-инжиниринговая компания «ЗАВКОМ», «Мечел», бренд немецкой обуви Caprice.

## Награды Атвинты
Атвинта является призером и победителем отечественных конкурсов Золотой сайт, Рейтинг Рунета, Tagline и прочих. Также Атвинта является номинантом международных дизайн-премий Awwwards и CSS Design Awards.

### Награды в конкурсах
| Год  | Конкурс          | Номинация                    | Проект                          | Место  |
| ---- | ---------------- | ---------------------------- | ------------------------------- | ------ |
| 2022 | Awwwards         | Honorable Mention            | Atwainta’s partnership program  | призёр |
| 2022 | CSS Design Award | Special Kudos                | Atwainta’s partnership program  | призёр |
| 2020 | Рейтинг Рунета   | Красота и здоровье           | Сайт детской областной больницы | 1      |
| 2020 | Рейтинг Рунета   | Информационные технологии    | Сайт Friday’s Games             | 1      |
| 2019 | Tagline Awards   | Лучшее решение в IoT         | IoT-лаборатория                 | 1      |
| 2019 | Золотой сайт     | Сайт медицинского учреждения | Сайт детской областной больницы | 1      |
| 2019 | Золотой сайт     | Сайт медицинского учреждения | Сайт родильного дома            | 2      |

### Позиции в отраслевых рейтингах
| Год  | Название рейтинга | Направление                                                  | Место |
| ---- | ----------------- | ------------------------------------------------------------ | ----- |
| 2023 | Рейтинг Рунета    | Рейтинг агентств внедрения корпоративных решений             | 7     |
| 2023 | Рейтинг Рунета    | Рейтинг разработчиков сайтов строительной тематики           | 8     |
| 2023 | Рейтинг Рунета    | Рейтинг разработчиков сайтов медицинской тематики            | 9     |
| 2023 | Рейтинг Рунета    | Рейтинг digital-подрядчиков госструктур, сайты и веб-сервисы | 15    |
| 2021 | RUWARD            | SmartTV коммуникации: 2021                                   | 7     |
| 2019 | Tagline           | Диджитал-продакшен                                           | 49    |

## Вклад в индустрию
Атвинта является соавтором курса по дизайну на платформе онлайн-образования Нетология. Для обучающей программы digital-агентство разработало модуль по анимации интерфейсов. В 2023 году Атвинта выступила с двумя докладами на Российском интернет-форуме. В 2022 году разработчики Атвинты представили доклад на конференции CHIPEC. Также Атвинта выступает организатором мероприятий для предпринимателей и дизайнеров: Behance Portfolio Reviews Kemerovo, E-commerce Day, онлайн-конференция «Бизнес 24».